# Anthony Pascal Rebello
Anthony Pascal Rebello SVD (* 18. März 1950 in Nairobi; † 4. Mai 2024 in Tati Siding) war ein kenianischer Ordensgeistlicher und römisch-katholischer Bischof von Francistown in Botswana.

## Leben
Anthony Pascal Rebello trat 1969 der Ordensgemeinschaft der Steyler Missionare bei und absolvierte das Noviziat in Khordha, Indien. Von 1969 bis 1977 studierte er Philosophie und Katholische Theologie am Divine Word Seminary in Pune. Rebello legte 1976 die ewige Profess ab und empfing am 10. Mai 1977 in Indien das Sakrament der Priesterweihe.
Rebello wirkte von 1977 bis 1979 als Seelsorger in Indien. Daneben absolvierte er ein Studium der Bildungswissenschaften, das er mit einem Bachelor of Education abschloss. Anschließend setzte Anthony Pascal Rebello seine Studien an der Päpstlichen Universität Gregoriana in Rom fort, an der er 1981 ein Lizenziat im Fach Spirituelle Theologie erwarb. Danach war Rebello als Pfarrer in Palapye in Botswana tätig, bevor er 1984 Provinzial der kenianischen Ordensprovinz der Steyler Missionare wurde. Von 1987 bis 1989 war Anthony Pascal Rebello Missionar in Antigua und Barbuda. Dort war er zunächst Pfarrer einer ländlichen Pfarrei und später Pfarrer der Kathedrale Holy Family in Saint John’s. Danach wurde er als Missionar nach Angola entsandt, wo er als Pfarrvikar (1990–1992), Pfarrer (1992–1996) und Novizenmeister seiner Ordensgemeinschaft (1996–2000) wirkte. Von 2000 bis 2002 war er erneut Seelsorger in Indien. Ab 2003 war Rebello als Missionar in Botswana tätig, wo er zunächst Pfarrer in Palapye und Metsimotlhabe sowie später Pfarrer der Pfarrei Holy Cross in Mogoditshane war.
Am 5. Juli 2021 ernannte ihn Papst Franziskus zum Bischof von Francistown. Der Bischof von Gaborone, Franklyn Nubuasah SVD, spendete ihm am 4. September desselben Jahres in der Kathedrale Our Lady of the Desert in Francistown die Bischofsweihe; Mitkonsekratoren waren der Erzbischof von Pretoria, Dabula Anthony Mpako, und der Apostolische Nuntius in Südafrika, Botswana, Lesotho, Namibia und Eswatini, Erzbischof Peter Bryan Wells.